# Мужская сборная Болгарии по волейболу
Мужская национальная сборная Болгарии по волейболу (болг. Мъжкият национален отбор по волейбол на България) — национальная команда, представляющая Болгарию на международных соревнованиях по волейболу. Управляется Болгарской федерацией волейбола (БФВ).

## История

### Начало
Болгарский волейбол берёт своё начало в 1922 году. Впервые в волейбол в Болгарии сыграли во дворе Русской технической школы в Софии. Тогда в волейбол играли и популяризировали его в основном выпускники Американского колледжа в Самокове и члены Молодёжного христианского союза. Уже в следующем году в стране проводятся первые официальные волейбольные соревнования.
Первый выход на международную арену болгарских волейболистов состоялся в 1934 году, когда команда Американского колледжа из Софии сыграли в гостях с командой Колледжа Роберта из Царьграда и уступила в трёх партиях. В Болгарии же первый международный товарищеский матч прошёл 22 июня 1934 года против сборной Румынии во время проведения футбольного Кубка Балкан в Софии и завершился победой болгар — 3:0. На следующий день игра носила уже принципиальный характер, и здесь также болгары не оставили сопернику никаких шансов — 3:0 (15:7, 15:11, 15:10).

### Первые успехи
Первым официальным международным турниром для болгар стала Балканиада-1946 в Бухаресте. Там сборная Болгарии заняла третье место, уступив Румынии и Югославии. В 1949 году Болгария стала членом ФИВБ. Тренером сборной Болгарии стал Валентин Анков.
На первом же чемпионате мира среди мужчин в Чехословакии в 1949 году болгары завоевали бронзовые медали, уступив лишь сборным СССР и Чехословакии. Тогда в составе команды выступали такие игроки, как Костадин Шопов, Борис Гюдеров, Митко Димитров, Драгомир Стоянов, Тодор Симов, Георгий Коматов, Панайот Пондалов, Гёко Петров, Боян Мошелов, Коста Баджаков, Стойчо Карджиев, Борис Владимиров под руководством главного тренера Валентина Анкова.
В 1950 году на домашнем чемпионате Европы болгары стали четвёртыми, пропустив вперёд команды СССР, Чехословакии и Венгрии. А в следующем году во Франции подопечным Д. Еленкова покорилась вторая ступень пьедестала почёта, первыми вновь стали волейболисты из СССР. В том чемпионате в составе болгар принимали участие Костадин Шопов, Борис Гюдеров, Драгомир Стоянов, Панайот Пондалов, Стоян Кырджиев, Бото Данаилов, Коста Баджаков, Иван Конарев, Петар Лазанов, Генчо Петков, Пею Пырлев и Денё Денев.
В 1952 году на чемпионате мира в СССР болгары повторили свой предыдущий успех и вновь завоевали бронзовые медали. Состав сборной тогда остался практически без изменений с европейского первенства во Франции, а главным тренером был Георгий Крыстев.
Такой же результат болгары показали и на чемпионате Европы-1955 в Румынии.
Затем наступил спад: на чемпионате мира-1956 во Франции сборная Болгарии осталась лишь на пятом месте. В символическую сборную турнира вошёл Панайот Пондалов.

### Олимпийский дебют
Впервые на Олимпиаде болгары выступили в 1964 году в Токио и заняли 5-е место.
В 1965 году в Варшаве прошёл первый розыгрыш Кубка мира, где сборная Болгарии осталась лишь на 9-м месте.
Ярким получился для сборной Болгарии в 1970 году домашний чемпионат мира. Тогда подопечные Димитра Гигова дошли до финала, где померились силами со сборной ГДР. Матч затянулся до пятой партии, где болгары, выигрывая 10:1 и 13:5, всё же уступили — 13:15 и 2:3 по партиям. По итогам чемпионата Димитр Златанов был признан лучшим нападающим, а Димитр Каров — лучшим защитником.
Одним из самых значительных достижений болгарской сборной стало серебро Олимпийских игр в 1980 году в Москве. Тогда под знамёна олимпийской сборной были призваны Стоян Гунчев, Христо Стоянов, Димитр Златанов, Димитр Димитров, Стефан Димитров, Йордан Ангелов, Христо Илиев, Петко Петков, Каспар Симеонов, Эмил Вылчев, Митко Тодоров и Цано Цанов.
В следующем году на домашнем чемпионате Европы сборная Болгарии под руководством Цветана Павлова в очередной раз завоевала бронзу. Через два года, в 1983 году в ГДР, возглавляемые тренером Василом Симовым, болгары повторили свой результат.
В 1986 году на чемпионате мира во Франции тренер Богдан Кючуков в который раз привел сборную Болгарии к третьему месту, сильнее них были лишь сборные США и СССР. В Бразилии на чемпионате мира-1990 болгары стали только пятыми.
В 1994 году сборная Болгарии впервые приняла участие в розыгрыше Мировой лиги. Там они остановились в шаге от пьедестала, заняв 4-е место.

### Возвращение в элиту

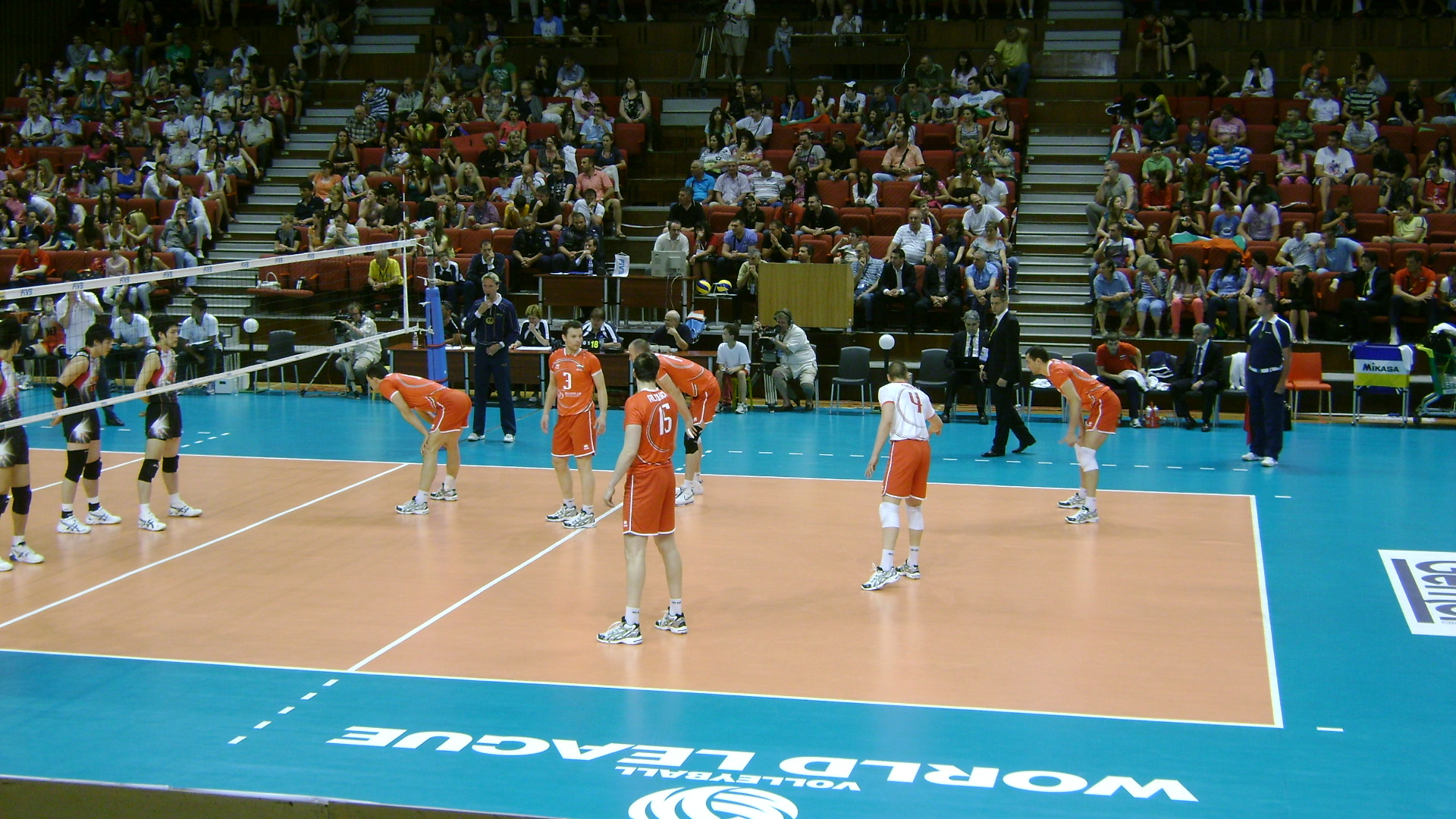
Сборная Болгарии в матче интерконтинентального раунда Мировой лиги-2011 против команды Японии

После 1986 года сборной Болгарии 20 лет не удавалось занять высокие места на крупных международных соревнованиях. Эта череда безмедалья прервалась на чемпионате мира в Японии, где подопечные Мартина Стоева поднялись на третью ступень пьедестала. Они обыграли в матче за 3-е место сборную Сербии и Черногории со счётом 3:1 (22:25, 25:23, 25:23, 25:23). Блистал на этом чемпионате доигровщик Матей Казийски, который в итоге стал лучшим подающим турнира, а по окончании сезона признан лучшим волейболистом Европы 2006 года. Также в составе сборной Болгарии на этом чемпионате выступали Пламен Константинов, Евгений Иванов, Христо Цветанов, Владимир Николов, Андрей Жеков, Боян Йорданов, Красимир Гайдарски, Иван Зарев, Тодор Алексиев, Даниел Пеев и Теодор Салпаров.
Спустя год в той же Японии на Кубке мира болгары заняли 3-е место и получили право сыграть на Олимпиаде-2008 в Пекине. Но успеха они там не добились, к тому же Олимпиада для болгар омрачилась громким скандалом с участием капитана сборной Пламена Константинова (см. раздел «Скандалы»).
На чемпионате Европы-2009 в Турции болгары в четвёртый раз стали бронзовыми призёрами, обыграв в матче за 3-е место сборную России со счётом 3:0 (25:18, 26:24, 25:21). Это последний на данный момент медальный успех сборной Болгарии на крупных международных состязаниях. В Мировой лиге-2010 в аргентинской Кордове болгары стали 7-ми, в 2011 году в польском Гданьске — 5-ми. В 2012 году финал Мировой лиги принимала София. На новой 12-тысячной «Армеец Арене» сборная Болгарии остановилась в шаге от пьедестала, проиграв в полуфинале будущему победителю Лиги сборной Польши с «сухим» счётом — 0:3 (23:25, 20:25, 18:25), а в матче за бронзу уступив сборной Кубы в пяти партиях (17:25, 25:19, 25:23, 23:25, 12:15). По итогам турнира доигровщик сборной Болгарии Тодор Алексиев стал самым результативным игроком, а также получил индивидуальный приз как лучший принимающий.
В том же 2012 году, успешно пройдя квалификационные турниры, сотрясаемая скандалами (см. раздел «Скандалы») сборная Болгарии получила право сыграть на Олимпиаде в Лондоне. Там подопечные Найдена Найденова дошли до полуфинала, где уступили будущим олимпийским чемпионам — сборной России — со счётом 1:3 (21:25, 15:25, 25:23, 23:25), а в матче за 3-е место с аналогичным счётом проиграли сборной Италии (19:25, 25:23, 22:25, 21:25).
В 2013 году болгары в финале Мировой лиги в аргентинской Мар-дель-Плате повторили прошлогодний результат, также заняв 4-е место. Диагональный болгар Цветан Соколов попал в символическую сборную турнира. На чемпионате Европы в Польше и Дании сборная Болгарии вновь проиграла в полуфинале и в матче за 3 место сборным Италии и Сербии соответственно и в очередной раз осталась на 4 месте.

## Текущий состав
Состав сборной Болгарии на Лиге наций 2023
| №                           | Имя                     | Дата рождения              | Рост                    | Клуб                    |
| Центральные блокирующие     | Центральные блокирующие | Центральные блокирующие    | Центральные блокирующие | Центральные блокирующие |
| --------------------------- | ----------------------- | -------------------------- | ----------------------- | ----------------------- |
| 3                           | Николай Колев           | 16 декабря 1997 (27 лет)   | 204                     | Narbonne Volley         |
| 5                           | Светослав Гоцев         | 31 августа 1990 (34 года)  | 205                     | Argos Volley            |
| 11                          | Алекс Грозданов         | 28 марта 1998 (27 лет)     | 206                     | Verona                  |
| 24                          | Илия Петков             | 10 октября 1996 (28 лет)   | 201                     | Hebar Pazardzhik        |
| Связующие                   |                         |                            |                         |                         |
| 9                           | Георги Сеганов          | 10 июня 1993 (32 года)     | 198                     | Alanya                  |
| 15                          | Делчо Раев              | 11 мая 1990 (35 лет)       | 185                     | Sofia                   |
| Диагональные                |                         |                            |                         |                         |
| 12                          | Димитар Димитров        | 12 ноября 2000 (24 года)   | 206                     | Montpellier Volley      |
| Доигровщики                 |                         |                            |                         |                         |
| 4                           | Мартин Атанасов         | 27 сентября 1996 (28 лет)  | 198                     | Локомотив               |
| 8                           | Аспарух Аспарухов       | 28 июля 2000 (24 года)     | 201                     | Кузбасс                 |
| 10                          | Денис Карягин           | 28 сентября 2002 (22 года) | 204                     | Spacer's Toulouse       |
| 18                          | Светослав Иванов        | 10 июля 2000 (25 лет)      | 194                     | Cizre Belediyespor      |
| 23                          | Александар Николов      | 30 ноября 2003 (21 год)    | 203                     | Кучине-Лубе             |
| Либеро                      |                         |                            |                         |                         |
| 13                          | Теодор Салпаров         | 16 августа 1982 (42 года)  | 187                     | Hebar Pazardzhik        |
| 21                          | Симеон Добрев           | 15 апреля 2001 (24 года)   | 175                     | Neftochimik Burgas      |
| Тренер: Пламен Константинов |                         |                            |                         |                         |

## Скандалы

### Скандал наОлимпийских играх в Пекине (2008 год)
В 2008 году на Олимпиаде накануне первого матча сборной Болгарии после допинг-теста капитан сборной Пламен Константинов в экстренном порядке покинул Пекин. По словам главы антидопинговой комиссии Болгарии Камена Плочева, «в его крови после первой пробы обнаружен большой уровень тестостерона, и хотя в пределах допустимого, Болгарская федерация волейбола приняла решение перестраховаться и отпустить его с Игр». Президент БФВ Данчо Лазаров подчеркнул, что Константинов выразил желание провести повторный анализ и с этой целью уехал в Болгарию. «Если результаты новых проб окажутся отрицательными, то он может вернуться в Пекин», — отметил Лазаров.
По словам врача сборной Болгарии Динко Захариева, болгары обращались в лабораторию ВАДА с просьбой сделать повторный анализ, однако им было отказано, в связи с чем Константинов и вылетел в Софию. Тем временем новость об отстранении капитана сборной от матчей Олимпиады вызвала широкий общественный резонанс в Болгарии. В интернете был организован сбор подписей в поддержку Пламена Константинова: «Мы, болельщики национальной сборной Болгарии по волейболу, выражаем свою поддержку капитану сборной Пламену Константинову. Мы верим в него! Мы настаиваем на его скорейшем возвращении в сборную, выступающую в Пекине!».
15 августа 2008 года было объявлено, что проба, взятая в независимой лаборатории в Софии, дала отрицательный результат. Константинов вновь вернулся в Пекин и сыграл в заключительном матче группового этапа против сборной Венесуэлы, а также в четвертьфинальной игре с Россией.
После того, как сборная Болгарии проиграла четвертьфинал олимпийского волейбольного турнира и выбыла из дальнейшей борьбы, большинство болгарских СМИ возложили вину в «допинговом» инциденте с Пламеном Константиновым на Данчо Лазарова, президента Болгарской федерации волейбола, который «приказал отстранить Константинова от участия в матчах».

### Скандал наканунеОлимпийских игр в Лондоне (2012 год)
Незадолго до Олимпиады в Лондоне в сборной Болгарии разразился серьезный скандал: давний конфликт главного тренера сборной Радостина Стойчева и президента БФВ Данчо Лазарова получил своё продолжение. Болгары под руководством Стойчева выиграли 10 июня 2012 года квалификационный турнир и завоевали право выступить на Олимпиаде. Однако через несколько дней после этого события Лазаров в интервью болгарскому телевидению обвинил Стойчева и лидера сборной Матея Казийски в завышенных требованиях к федерации, в том числе финансовых. Лазаров объявил, что сборная Болгарии обладает большим потенциалом, однако при нынешнем наставнике подняться выше 5-6 места на крупных турнирах не в состоянии. Ранее Стойчев открыто обвинял Лазарова в финансовых и иных махинациях, а также развале структуры детского и молодёжного волейбола в Болгарии.
В связи с этим Стойчев объявил БФВ ультиматум, заявив, что останется у руля сборной только в случае отставки Лазарова. 13 июня состоялось экстренное заседание БФВ, в результате большинством голосов (17 за, против и воздержавшихся не было) Радостин Стойчев был отправлен в отставку, вместо него временно был назначен Найден Найденов.
После озвучивания данного решения Матей Казийски заявил, что более не намерен выступать за национальную сборную. Также завершил выступления за сборную её многолетний связующий Андрей Жеков.
Данный инцидент получил широкий общественный резонанс. Болельщики сборной раскололись на два лагеря. Те, кто встал на сторону Стойчева и Казийски, проводили неоднократные митинги и акции против руководства БФВ и организовали сбор подписей в их поддержку.
Непрекращающиеся скандалы привели к тому, что многие спонсоры отказались от поддержки федерации незадолго до финала Мировой лиги в Софии. В связи с этим существовала даже угроза срыва проведения финала в Софии, однако позже эту информацию опровергли.